# Saber Marionette Z
Saber Marionette Z (SMガールズ外伝 セイバーマリオネットZ?, SM Gāruzu Gaiden Seibā Marionetto Zetto) è un manga realizzato da Satoru Akahori e Katsumi Hasegawa e pubblicato dalla Gakken dal maggio 1995 al gennaio 1996.

## Produzione
Saber Marionette Z avrebbe dovuto essere il sequel di Saber Marionette R, ma non ne è stato realizzato mai alcun anime. Alla fine la storia di Saber Marionette Z si è sviluppata soltanto in un manga di soli sette capitoli serializzati da aprile a dicembre del 1995. Un ottavo capitolo fu pubblicato come romanzo, ma la storia non fu mai completata.

## Trama
La storia è ambientata cento anni dopo Saber Marionette R e vede protagonista Z, una marionetta potentissima ed ipertecnologica, in grado di unirsi con altre marionette, che dovrà salvare la Terra da una partita di marionette difettose che, andate in berserk, minacciano l'umanità.